# 켈스의 비밀
켈스의 비밀(The Secret Of Kells)은 아일랜드, 프랑스, 벨기에에서 제작된 톰 무어 감독의 2009년 애니메이션, 모험, 판타지 영화이다. 브렌단 글리슨 등이 주연으로 출연하였고 톰 무어 등이 제작에 참여하였다.
이 영화는 아카데미 장편 애니메이션상 후보로 지명되었으나 픽사의 업에 졌다.

## 출연

### 주연
- 브렌단 글리슨

### 조연
- 믹 랠리
- 마이클 맥그래스
- 폴 타이랙
- 폴 영

## 같이 보기
- 애니메이션 영화 목록
- 켈스의 서
- 아이오나섬
- 채식필사본